# Премія Франце Прешерна
Премія Франце Прешерна (словен. Prešernova nagrada) — нагорода за видатні досягнення в галузі художньої та — раніше — наукової творчості в Словенії. Присуджується щорічно Фондом Прешерна (словен. Prešernov sklad) двом видатним діячам мистецтва Словенії, чиї роботи були представлені широкій публіці принаймні два роки тому. Кожен може отримати нагороду лише один раз. Премія також може бути присуджена творчому колективу. Нагорода присуджується напередодні словенського культурного свята, іменованого «Днем Прешерна», який святкується в річницю з дня смерті великого словенського поета.
Одночасно Фонд Прешерна присуджує Малу премію імені Прешерна (словен. male Prešernove nagrade або Премію Фонду Прешерна (словен. nagrade Prešernovega sklada, яку отримують шість діячів мистецтва. В останні роки нагорода вручалася за досягнення і заслуги протягом всієї кар'єри.

## Історія

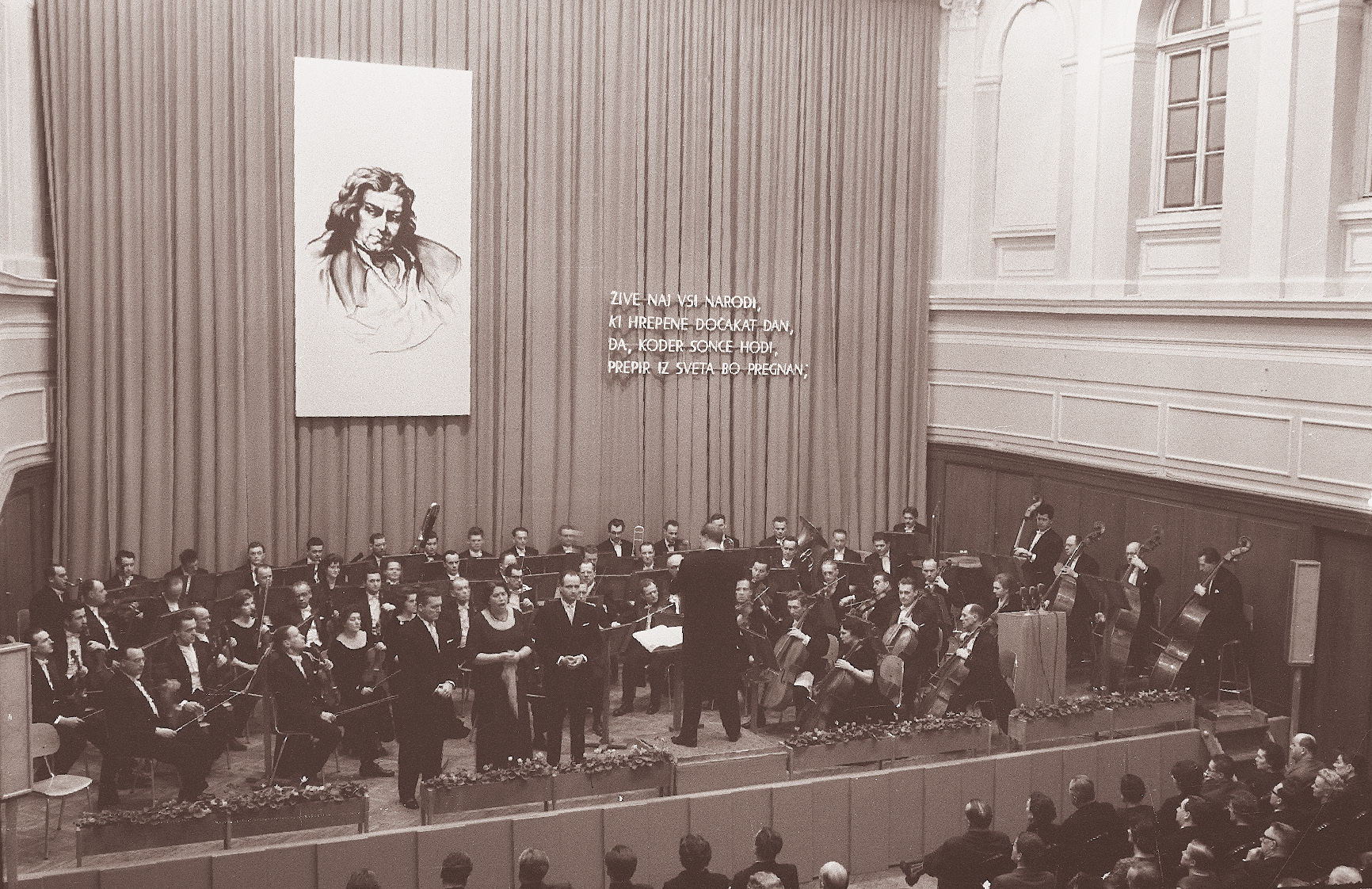
Концерт симфонічного оркестру словенської філармонії на церемонії нагородження 1961.

Премія імені Франца Прешерна була заснована в 1947 на підставі указу від 1946. 
У 1955 премія отримала свою сучасну назву, а також був заснований Фонд Прешерна, який в 1956 став юридичною особою. 
З 1961 нагороду стали присуджувати за досягнення протягом усього життя і тільки за досягнення в галузі мистецтва. Була також заснована Премія Фонду Прешерна (словен. nagrade Prešernovega sklada. 
У 1982 Фонд Прешерна взяв під егіду Культурне товариство Словенії. 
У 1991 був прийнятий Закон про Премію імені Прешерна (словен. Zakon o Prešernovi nagradi) , в результаті Фонд працює тепер під заступництвом Міністерства культури Словенії і присуджується лише двом лауреатам.

## фонд Прешерна
Премія імені Франца Прешерна і Мала премія присуджуються Правлінням Фонду Прешерна (словен. Upravni odbor Prešernovega sklada членами якого є 15 діячів мистецтва — відомих художників, критиків, істориків і вчених. Список правління відбирається Урядом Словенії і затверджується Національною асамблеєю Словенії. В інтерв'ю, даному в 2012 тодішнім головою правління, Ярославом Скрушну, Фонд діє як незалежна організація і вільна від будь-якого політичного тиску.

## Відбір і оголошення переможців

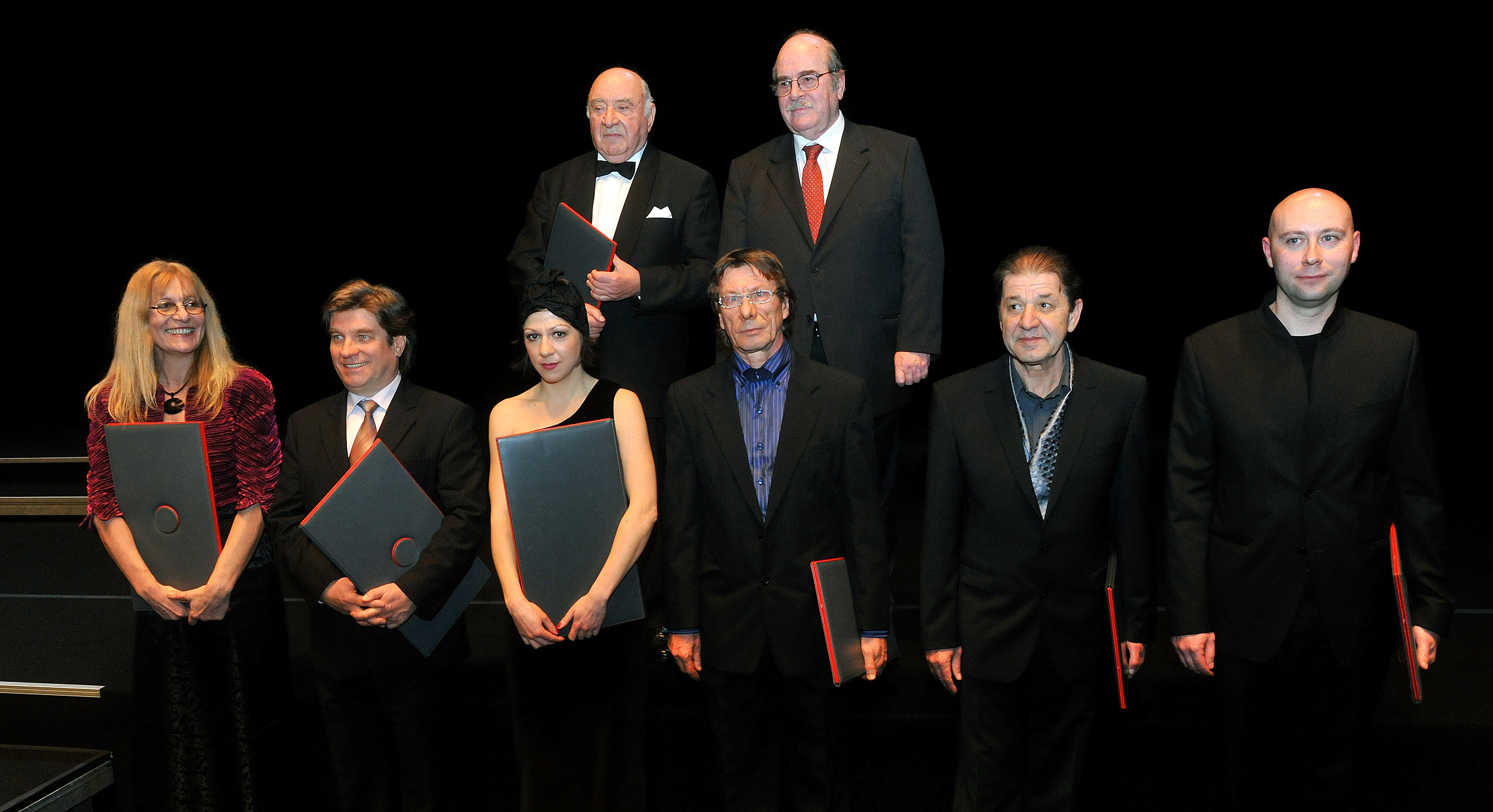
Лауреати Премії імені Франце Прешерна і Малої премії Прешерна (2011).

10 лютого Фонд Прешерна оголошує про проведення відкритого голосування, яке триватиме до 15 вересня. Будь-яка фізична або юридична особа може висувати діячів на здобуття премії, але має надати відповідне обґрунтування і докази. Щорічно висувається близько 100 чоловік , в основному представників виконавських видів мистецтва. Вибір лауреатів заснований на художній цінності творів, а також інших критеріїв, таких як рівне представництво за ознакою статі, регіонів, вікових груп і поглядів, щоб домогтися збалансованого і множинного вибору. Номінантів відбирають чотири комітети, до кожного з яких входять по сім осіб, що призначаються Фондом Прешірна. Кожен комітет пропонує по два номінанта премії імені Прешерна і по шість лауреатів Малої премії імені Прешірна: таким чином, висуваються 8 номінантів на велику і 24 номінанта на малу премію. Остаточний вибір в листопаді робить Опікунська рада Фонду на таємному голосуванні після довгого обговорення і оголошує лауреатів, обраних двома третинами голосів. При необхідності відбір може проходити в кілька турів. Спершу переможців оголошували 3 грудня, в річницю від дня народження Прешерна, проте тепер їх імена залишаються в таємниці аж до самої церемонії.

## Нагороджені
Премія в основному присуджується письменникам; серед них є єдина жінка, яка в 2000 році відмовилася від премії, але взяла гроші . Художники отримували нагороду лише двічі, одним з них був Стане Крегар (1971). Єдиним музикантом — лауреатом премії — залишається флейтистка Ірена Графенауер. Склад нагороджених Малою премією більш строкатий.